# 名古屋高速1號楠線
名古屋高速1號楠線（日语：／ Nagoya kōsoku 1 gō Kusunoki sen */?）是一條連接日本愛知縣名古屋市東區東片端JCT與同市北區楠JCT的名古屋高速道路路線。

## 概要
- 起點 : 愛知縣名古屋市東區東片端
- 終點 : 愛知縣名古屋市北區大我麻町
- 路線長度 : 5.6km
- 出入口 : 5個（入口:3個、出口:2個）
- 分支 : 2個
- 行車線 : 4車線

## 連接高速道路
- 名古屋高速都心環狀線（於東片端JCT連接）
- 名古屋第二環狀自動車道（於楠JCT連接）
- 名古屋高速11號小牧線（於楠JCT連接）

## 設施
- 設施名稱欄的背景色為■顯示該部分設施尚未啟用。
- （間）為以其他道路為媒介接續的間接接續。
- IC為交流道的簡寫，JCT為系統交流道的簡寫。

| 出入口編號                          | 中文設施名   | 日文設施名     | 英文設施名 | 接續路線名                                                           | 起點起計 （公里） | 備註                                     | 所在地 | 所在地 |
| ----------------------------------- | ------------ | -------------- | ---------- | -------------------------------------------------------------------- | ----------------- | ---------------------------------------- | ------ | ------ |
| -                                   | 東片端JCT    |                |            | 名古屋高速都心環狀線                                                 | 0.0               |                                          | 東區   |        |
| 101                                 | 東片端入口   |                |            | 國道41號（機場線） （間）外堀通                                      | 0.6               | 小牧方向入口                             | 東區   |        |
| 112/102                             | 黑川出入口   |                |            | 名古屋市道東志賀町線 （間） 國道41號 （間）愛知縣道102號名古屋犬山線 | 1.8               | 都心環狀方向出入口                       | 北區   |        |
| 113/103                             | 黑川出入口   | 小牧方向出入口 |            | 名古屋市道東志賀町線 （間） 國道41號 （間）愛知縣道102號名古屋犬山線 | 1.8               |                                          | 北區   |        |
| -                                   | 萩野出入口   |                |            | 國道41號（機場線）                                                   |                   | 小牧方向入口 部分開通時的暫定出入口 廢除 | 北區   |        |
| -                                   | 楠公路收費站 |                |            | -                                                                    | 5.0               | 都心環狀方向                             | 北區   |        |
| 114/104                             | 楠出入口     |                |            | 國道41號（機場線） （間） 國道302號（名古屋環狀2號線）               | 5.4               | 都心環狀方向出入口                       | 北區   |        |
| -                                   | 楠JCT        |                |            | C2 名古屋第二環狀自動車道                                            | 5.6               |                                          | 北區   |        |
| 名古屋高速11號小牧線 名神、小牧方向 |              |                |            |                                                                      |                   |                                          |        |        |

- 101—104 北行、112—114 南行
- 在黑川出入口中，採用了特列的迴旋形設計，而此出入口附近設置了名古屋高速道路的辦公室。

## 历史
- 1988年12月21日 : （臨時）楠出入口至萩野出入口開通。
- 1991年3月19日 : 東名阪自動車道（均一區間）（現：名古屋第二環狀自動車道）勝川IC至清洲東IC開通，楠出入口至楠JCT也同時開通。
- 1994年11月16日 : 路線延長工程，全線關閉。
- 1995年9月19日 : 全線重開，並且新區間東片端JCT至萩野出入口開通，同日，萩野出入口停用。
- 1997年10月13日 : 黑川出入口啟用。
- 2001年3月11日 : 楠JCT可以連接11號小牧線。

## 交通流量
平日24小時交通流量（平成17年度道路交通普查）
- 愛知県名古屋市北區中切町 : 71,486

## 關連條目
- 名古屋高速道路
- 中部地方道路一覧

## 外部連結
- 名古屋高速道路（页面存档备份，存于）